# Hotell Gästis
Hotell Gästis är ett hotell i centrala Varberg, beläget mitt emot Engelska parken vid Västra Vallgatan. Hotellet har cirka 70 rum och ett spa som fått namn efter Leninbadet i Sankt Petersburg (tidigare Leningrad). Hotellet ägs och drivs av entreprenören, mångmiljonären och tillika kommunisten Lasse Diding.
Hotellbyggnaden är från 1700-talet och har tidigare bebotts av geologen professor Otto Torell. Här fanns från 1893 ett gästgiveri.
I flera av hotellets fönster finns bilder som bland annat föreställer en städerska som putsar fönster och en hotellgäst väldigt lik Jean-Paul Sartre som rakar sig. Vid entrén finns en väggmålning föreställande Jan Myrdal som talar i mobiltelefon.
Hotellet är ett av få västsvenska som nämns i Lonely Planets Sverigeguide och har väckt uppmärksamhet för bland annat sin kuriösa inredning med byster av socialismens pionjärer och 15 000 antikvariska böcker i bokhyllor utspridda i hotellet fria att läsas och tas hem.